# Tipton (Missouri)
Tipton is een plaats (city) in de Amerikaanse staat Missouri, en valt bestuurlijk gezien onder Moniteau County.

## Demografie
Bij de volkstelling in 2000 werd het aantal inwoners vastgesteld op 3261.
In 2006 is het aantal inwoners door het United States Census Bureau geschat op 3143, een daling van 118 (-3,6%).

## Geografie
Volgens het United States Census Bureau beslaat de plaats een oppervlakte van
5,4 km², geheel bestaande uit land. Tipton ligt op ongeveer 282 m boven zeeniveau.

## Plaatsen in de nabije omgeving
De onderstaande figuur toont nabijgelegen plaatsen in een straal van 20 km rond Tipton.

## Bekende inwoners van Tipton

### Geboren
- Gene Clark (1944-1991), singer-songwriter en medeoprichter van The Byrds
- David Koechner (1962), acteur en komiek